# لپروس
لپروس (به انگلیسی: Leprous) یک گروه موسیقی راک نروژی از نوتودن است، که در سال ۲۰۰۱ تشکیل شد. این گروه توسط خواننده و نوازندهٔ کیبورد اینار سولبرگ و گیتارنواز تور اودموند سوهرکه تأسیس شد.
پس از انتشار چندین نسخهٔ آزمایشی با ترکیب نسبتاً ناپایدار، گروه اولین آلبوم استودیویی خود را با نام سندرم خشخاش بلند در سال ۲۰۰۹ منتشر کرد. آنها متعاقباً به عنوان گروه پشتیبان زندهٔ ایشاهان (که برادرشوهر سولبرگ است) شهرت یافتند. که به نوبهٔ خود در چندین آلبوم لپروس به عنوان خوانندهٔ مهمان یا تهیه‌کننده مشارکت داشت. آلبوم تحسین شدهٔ آنها در سال ۲۰۱۱ دوطرفه بیشتر مورد توجه قرار گرفت. پس از دو آلبوم که همان مسیر موسیقایی را دنبال کردند، زغال‌سنگ (۲۰۱۳) و جماعت (۲۰۱۵)، لپروس با مالینا (۲۰۱۷) رویکردی راک محورتر و کمتر متال را در پیش گرفت، اولین آلبوم آنها که دارای صداهای هارش نبود. لپروس بیشتر روی تله‌ها در سال ۲۰۱۹ آزمایش کرد، که گروه را دید که تأثیرات آرت راک، پاپ و پراگرسیو را در صدای تشکیل‌شدهٔ خود ترکیب می‌کرد. لپروس هفتمین آلبوم استودیویی خود را به نام افلیون در ۲۷ اوت ۲۰۲۱ منتشر کرد. آلبوم‌های آنها اکثراً نقدهای مثبتی دریافت کرده‌اند.

## تاریخچه
فهرست گروه تا زمانی که اولین آلبوم خود را با نام سندرم خشخاش بلند در اوت ۲۰۰۸ ضبط کردند، تقویت شد. ناشر آمریکایی سنسوری رکوردز با گروه قرارداد امضا کرد و آلبوم را در ماه مه ۲۰۰۹ منتشر کرد. الکس هندرسون از آل‌میوزیک اولین گروه را به دلیل عبور از "پیش از قبل قوی" تحسین کرد. "ذهنیت قاطعانه قبل از دهه ۹۰" پراگرسیو متال معاصر با آمیختن تأثیر پینک فلوید و کینگ کریمسون با گروه‌های آلترناتیو متال مانند تول.
این آلبوم نقدهای مثبتی دریافت کرد در حالی که گروه به عنوان گروه اجرای زنده برای رهبر گروه امپرور، ایشاهان، که همسرش، ستاروفاش، خواهر خواننده/کیبوردیست لپروس، اینار سولبرگ است، مورد توجه قرار گرفت. در سال ۲۰۱۰، لپروس در پراگ‌پاور ایالات متحده آمریکا و اروپا ظاهر شد و بعداً از تریون در تور اروپایی آنها حمایت کرد. پس از آن تور، گروه اعلام کرد که بیسیست هالور استرند، از گروه جدا شده‌است، و رین بلومکویست جایگزین او شد.
در پایان فوریه ۲۰۱۱، گروه اعلام کرد که با اینساید اوت، با توزیع در سراسر جهان از طریق سنچری مدیا قرارداد امضا کرده‌اند. اولین آلبوم گروه برای اینساید اوت رکوردز، دوطرفه، در ۲۲ اوت ۲۰۱۱ در اروپا و یک روز بعد در آمریکای شمالی منتشر شد و آثار هنری جف جردن سورئالیست آمریکایی و طراح اسپانیایی ریتکسی اوستاریز را به نمایش گذاشت. این آلبوم دارای حضور صدای مهمان توسط ایشاهان و ترومپت توسط وگارد ساندبکت بود.

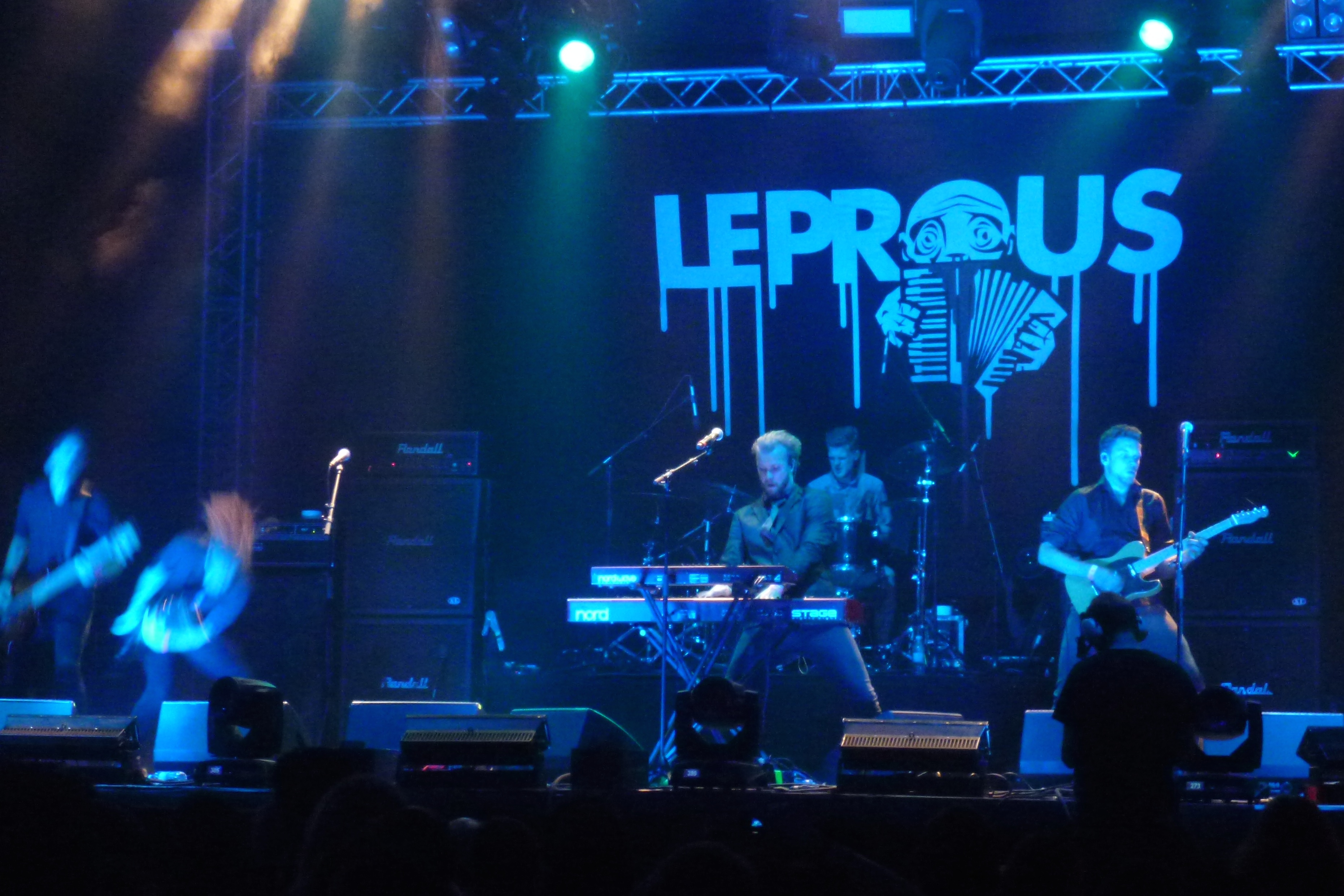
لپروس در وکن اوپن ایر ۲۰۱۳

در ۲۰ مه ۲۰۱۳، لپروس زغال‌سنگ را منتشر کرد. خواننده اینار سولبرگ این آلبوم را اینگونه توصیف کرد: «آلبومی غمگین‌تر و تاریک تر از دوطرفه. منظورم از تاریک‌تر، تهاجمی تر نیست، بلکه شدیدتر است. هنوز دامنه زیادی در پویایی وجود دارد، اما هیچ پرش بین حالات مختلف در آهنگ وجود ندارد.»
در ۵ مه ۲۰۱۴، گروه اعلام کرد که درامر توبیاس اورنس اندرسن گروه را ترک می‌کند. بارد کولستاد جایگزین او شد که در طول تور زغال‌سنگ ۲۰۱۳ با لپروس اجرا کرد. این بیانیه همچنین نشان داد که گروه در حال کار بر روی مواد برای آلبوم بعدی خود بود.
در اوایل ژوئن ۲۰۱۴، برنامهٔ رادیویی مجلهٔ پراگ در رادیو تیم راک در بریتانیا، تاریخ‌های تور را برای ویترین اینساید اوت رکوردز با حضور همتایان هاکن، ماشین و لپروس برای پاییز ۲۰۱۴ در بریتانیا و اروپا منتشر کرد.
در ۲۵ مه ۲۰۱۵، آلبوم جماعت از طریق اینساید اوت موزیک منتشر شد. ویدئویی برای آهنگ «قیمت» فیلم‌برداری شد و سپس در ۸ آوریل منتشر شد. در ۳۰ آوریل ۲۰۱۵، قطعهٔ دیگری از آلبوم، «برگرداندن» منتشر شد.
در ۱ مارس ۲۰۱۷، لپروس از طریق صفحهٔ رسمی فیس‌بوک خود اعلام کرد که یک آلبوم استودیویی جدید امسال منتشر خواهد شد. آلبوم مالینا در ۲۵ اوت ۲۰۱۷ منتشر شد.
گروه یک تک‌آهنگ جدید به نام «دعاهای طلایی» را در ۱ ژوئن ۲۰۱۸ منتشر کرد.
در ۲۵ ژانویه ۲۰۱۹، لپروس بازخوانی آهنگ «فرشته» از گروه مسیو اتک را همراه با یک موزیک‌ویدئوی همراه منتشر کرد. گروه قبلاً در اواخر سال ۲۰۱۸ بازخوانی را به صورت زنده در طول برنامه اجرا کرده بود.
لپروس برای ضبط ششمین آلبوم خود در اوایل سال ۲۰۱۹ وارد استودیو شد. این آلبوم با عنوان تله‌ها، به‌طور رسمی در ۲۶ اوت ۲۰۱۹، همراه با تاریخ انتشار تعیین شده ۲۵ اکتبر ۲۰۱۹، و همچنین آثار هنری و فهرست آهنگ‌ها، اعلام شد.
لپروس به‌طور منظم در طول سال‌های ۲۰۲۰ و ۲۰۲۱ به اجرای زنده ادامه داد و رویدادها به صورت آنلاین از شهر زادگاه آنها نوتودن پخش شد. این شامل اجرای کامل هر یک از آلبوم‌های استودیویی آنها (به جز سندرم خشخاش بلند) می‌شد، از جمله اولین اجراهای زنده و بسیاری از آهنگ‌هایی که برای اولین بار با ترکیب فعلی گروه اجرا شدند.
در ۹ ژوئن ۲۰۲۱، لپروس هفتمین آلبوم استودیویی خود را به نام افلیون، و با تاریخ انتشار ۲۸ اوت ۲۰۲۱ اعلام کرد. گروه اعلام کرد که اولین تک آهنگ از افلیون در ۲۶ ژوئن ۲۰۲۱ منتشر خواهد شد.

## سبک موسیقی و تأثیرات
سبک لپروس معمولاً به‌عنوان پراگرسیو متال یا پراگرسیو راک طبقه‌بندی می‌شود و به‌خاطر عناصر پراگرسیو، هارمونی‌های خاص، صداهای کامل و ترکیبی از آن‌ها شناخته می‌شود. سبک‌های مختلف صدای آنها نیز به عنوان آوانگارد متال و آلترناتیو متال طبقه‌بندی شده‌است. با این حال، اعضای گروه خود را به یک سبک خاص وابسته نکرده‌اند.
در حالی که همه اعضا در موسیقی لپروس مشارکت دارند، تور اودموند سوهرکه (گیتارنواز) بیشتر اشعار را نوشته‌است، و اینار سولبرگ (خواننده و نوازندهٔ کیبورد) استحکام اکثر آهنگ‌های آنها را می‌سازد؛ هر دو تنها اعضای ثابت گروه هستند. در سال‌های شکل‌گیری‌اش، رهبر گروه در کلاس‌های آواز و پیانو شرکت می‌کرد و آهنگ‌های جذامی را نت‌نویسی می‌کرد، اما بعداً پس از احساس اینکه آهنگ‌های آن‌ها به صورت شهودی بهتر نوشته‌شده‌است، این کار را متوقف کرد. گروه بر قصد خود برای اتخاذ رویکردهای متفاوت در هر آلبوم تأکید کرده‌است.
استفاده از گیتار هشت‌سیم یکی از عناصر ثابت سبک گروه بوده‌است. برخلاف کاربردهای رایج در پراگرسیو متال مدرن و جنت، سبک نوازندگی تور اودموند سوهرکه شامل استفاده از آکوردهای پیچیده در انواع کوک‌های متناوب گیتار است (اغلب به دلیل این واقعیت ضروری است که توالی آکوردها در اصل توسط اینار سولبرگ روی کیبورد نوشته شده‌است). از آلبوم تله‌ها، استفاده از گیتارهای هشت‌سیم کاهش یافته‌است. در عوض، این اولین آلبومی است که دارای گیتارهای آکوستیک است، و همچنین اعضای گروه در حال چرخش به اجرای زنده کیبوردها و سازهای کوبه‌ای اضافی هستند.
سولبرگ مدعی الهام گرفتن از ریدیوهد، مسیو اتک، آروو پرت، سوزان ساندفور، بهیموث، و پرادیجی و علاوه بر آن از گروه‌های پراگرسیو مشابه مانند پورکیوپاین تری و دیلینجر اسکیپ پلن است. سوهرکه به نوبهٔ خود، از عمر رودریگز-لوپز از مارس ولتا، میکائیل اکرفلت از اپث، استیون ویلسون از پورکیوپاین تری و بن وینمن از دیلینجر اسکیپ پلن به عنوان چهار الهام‌بخش بزرگ خود در گیتار نام برد.

## اعضای گروه

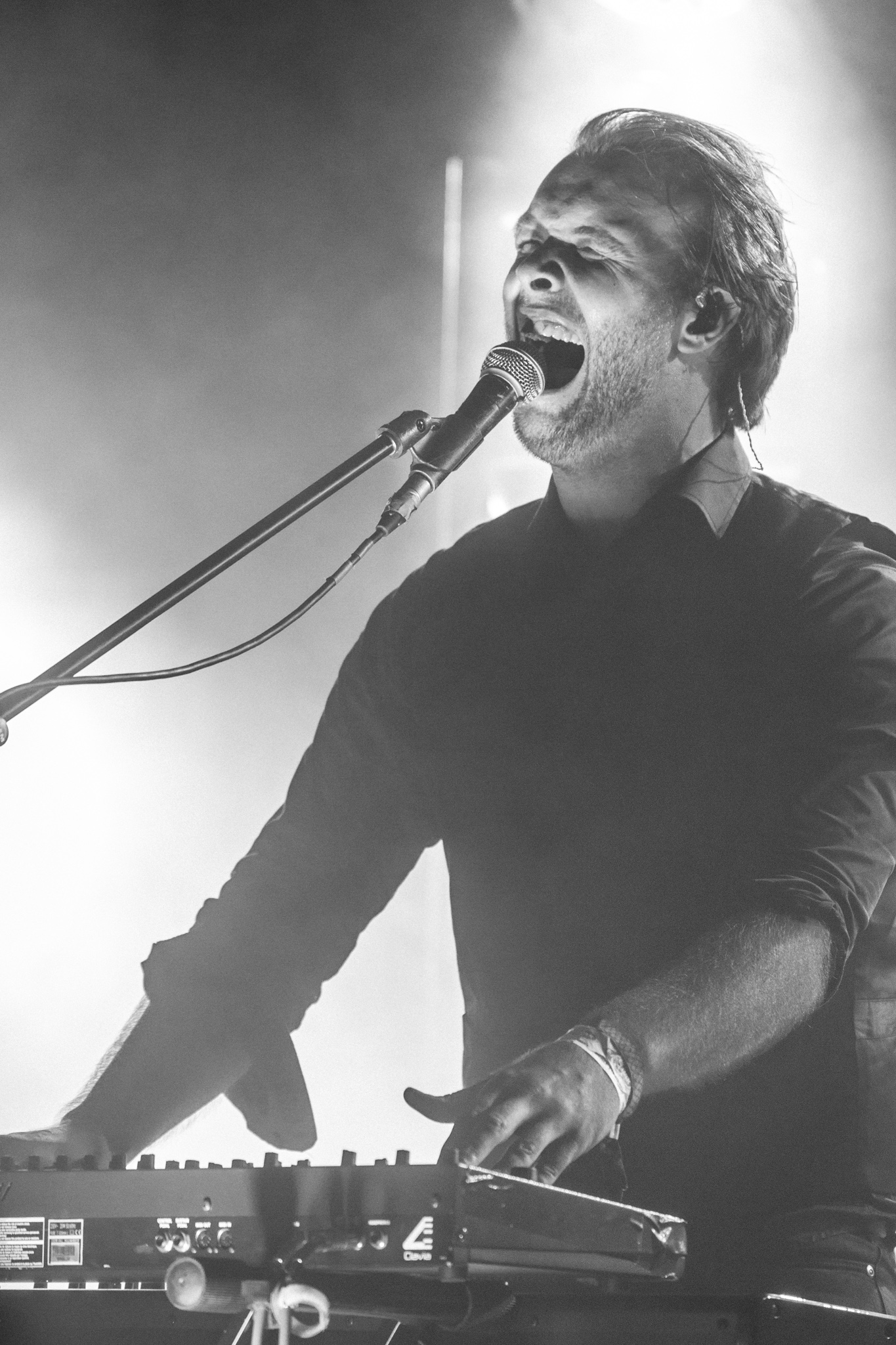
اینار سولبرگ در حال اجرا با لپروس در کلن در اکتبر ۲۰۱۴.

### کنونی
- اینار سولبرگ – خواننده اصلی، کیبورد (۲۰۰۱–اکنون)
- تور اودموند سوهرکه – گیتار، همخوان (۲۰۰۱–اکنون)
- بارد کولستاد – درامز (۲۰۱۴–اکنون)
- سیمن بورون – بیس، همخوان (۲۰۱۵–اکنون)
- رابین اوگندال – گیتار، همخوان (۲۰۱۷–اکنون)

### تور
- رافائل واینروث-براون – ویولنسل، کیبورد، همخوان (۲۰۱۷–اکنون)
- پدرو میگل نونیز دیاز – ترومپت (۲۰۲۱–اکنون)

### سابق
- استیان لونار – بیس (۲۰۰۱–۲۰۰۲)
- اسبن مایر کریستنسن – گیتار (۲۰۰۱–۲۰۰۳)
- کنت سولبرگ – گیتار (۲۰۰۱–۲۰۰۳، ۲۰۰۳–۲۰۰۴)
- ترولز ونمن – درامز (۲۰۰۱–۲۰۰۵)
- هالور استرند – بیس (۲۰۰۲–۲۰۱۰)
- اویستین لندزورک – گیتار، همخوان (۲۰۰۴–۲۰۱۷)
- تور استیان بورهاگ – درامز (۲۰۰۵–۲۰۰۷)
- توبیاس اورنس اندرسن – درامز (۲۰۰۷–۲۰۱۴)
- رین بلومکویست – بیس (۲۰۱۰–۲۰۱۳)
- مارتین اسکربرگن – بیس (۲۰۱۳–۲۰۱۵)

## ترانه‌شناسی

### آلبوم‌های استودیویی
- سندرم خشخاش بلند (۲۰۰۹)
- دوطرفه (۲۰۱۱)
- زغال‌سنگ (۲۰۱۳)
- جماعت (۲۰۱۵)
- مالینا (۲۰۱۷)
- تله‌ها (۲۰۱۹)
- افلیون (۲۰۲۱)

### آلبوم‌های زنده
- زنده در راکفلر موزیک هال (۲۰۱۶)

### نسخه‌های آزمایشی
- آب‌های خاموش (۲۰۰۴)
- آئولیا (۲۰۰۶)